# Riolo Terme
Riolo Terme är en ort och kommun i provinsen Ravenna i regionen Emilia-Romagna i Italien. Kommunen hade 5 681 invånare (2018).